# Casino de Royat
Le casino de Royat appartient au Groupe Partouche. Il dispose d’un restaurant, « Le R », d'un bar au décor immersif, d'espaces réceptifs et d’un théâtre.

## Histoire
La construction du casino a eu lieu entre 1873 et 1874. C’est une œuvre de l’architecte Jacques Cournol. Le casino était alors baptisé « Le Chalet ». Ce bâtiment à l'architecture néo-normande fait de briques rouges et de bois comprenait plusieurs salons de jeux et des salles de réception diverses au premier étage, un restaurant au rez-de-chaussée et une salle de spectacles créée en 1875, appelée « Le Cercle », et qui sera déplacée en 1902. 
Un projet d’agrandissement du casino est étudié par l’architecte Louis Jarrier mais il ne sera jamais réalisé. L’architecte Guillaume Tronchet remplace l’ancien casino par un nouveau entre 1919 et 1921. Les façades du nouveau casino représentent des motifs antiques et d’autres plus modernes. Il comprend un hémicycle antique alternant arcs cintrés et oculi ainsi qu’un alignement de colonnes.